# Margriet Ehlen
Margriet Ehlen (Heerlen, 28 de septiembre de 1943) es una poetisa compositora, directora de orquesta y pedagoga musical neerlandesa.
Ehlen compone para gran variedad de instrumentos, pero es muy activa en composiciones para voz. En este terreno escribe no únicamaente para vocalistas, sino también para coros y también con acompañamiento de orquesta. Muchas de sus composiciones para voz establecen sus poesías y la de otros poetas cómo: Gerrit Achterberg, Anna Bijns, Emily Dickinson, Wiel Küsters y Elly de Waard, entre otros.
Ehlen estudió composición con Gerard Kockelmans, Willem de Vries Robbe y Robert Heppner, piano con Bart Berman y Kees Steinroth y coro y realización con Eelkema January. Se graduó con licenciatura de educación musical en el Conservatorio de Maastricht, y ejerce de profesora en los colegios de Róterdam, Maastricht y Sittard. Ha recopilado y analizado las obras de su primer maestro, el compositor holandés Gerard Kocelmans.
Muchas de sus obras han sido publicadas por Donemus, una editorial sin finalidades de lucro que promueve los compositores clásicos contemporáneos. Algunas otras han sido publicadas por la editorial Rieks Sodenkamp de Maastricht.

## Selección de obras
- 1979: Cyclus I, cinco canciones para voz y piano sobre poemas de Martin.
- 1980: Tres canciones para voz y piano sobre textos de Martin
- 1984: Palimpseste,  canciones sobre poemas de Wiel Küsters para mezzosoprano y piano.
- 1988: Wijfken, Staat oppe, para soprano y flauta / contralto y flauta sobre textos de Anna Bijnstriptiek.
- 1990: Euridyce, un ciclo de siete canciones para mezzosoprano y cuarteto de flauta con textos de Gerrit Achterberg.
- 1990: Tres pequeñas canciones para voz y flauta con poemas de Hadewych Laugs.
- 1994: Drom.
- 1995: Muy pocas mañanas, para soprano, saxo, piano y corno.
- 1999: Guave, para flauta sola
- 2003: Por la lejanía, mini-ópera para soprano, 2 orquestas de percusión, dos bailarinas, vídeo, y dos coros.
- 2006: Ígneos Caritas para carrillón.

## Premios
- 1997: Peter Kempkens Premio de Literatura
- 1995-1999: Veldeke premios (4 veces en los años subsiguientes)